# Yin-Yang-Yo!
Yin-Yang-Yo! — мультсериал для детей. Действие разворачивается вокруг двух крольчат (брата и сестры) — учеников мастера Йо (старый панда), обучающего их таинствам древнего мастерства под названием Вуу-Фуу. По мере развития истории они постоянно попадают в различные приключения, в ходе которых встречают новых друзей и врагов. На данный момент создано два сезона, премьера второго прошла 1 января 2008 года (США). В России был показан только первый сезон сериала, после чего он был снят с эфира. Планируется показ третьего сезона на канале Nickelodeon в 2010 году. Стиль анимации — Adobe Flash. В Казахстане был показан на 31 канале. Для зрителей достигших возраста трёх лет (3+).

## Содержание
Мультсериал сосредоточен на приключениях и доступном для понимания юморе, что делает его недостаточно серьёзным (это одна из тех проблем, которые Боб Бойл намеревается исправить при создании второго сезона сериала). 

## Персонажи

### Основные персонажи
- Инь (англ. Yin) — девочка-кролик розового цвета, сестра-близнец Яна (которого она очень любит). Она умна, мила, дерзка и очень упряма. Она любит спасать мир и ей нравится читать нравоучения своему брату. Инь изучает магическую сторону Вуу-Фуу и знает множество трюков, таких как: Ин-спепелить, Транс-Фуу-Мация, Поле Фуу и т. д. Инь также умеет парить (зависать в воздухе) и атаковать используя Розовые Лапки Боли. Её лучшая подруга — Лина, и Инь пытается держать Яна подальше от неё. Инь является фанаткой двурогов — (единороги с двумя рогами). Инь (равно как и Ян) — Рыцарь Вуу-Фуу первого уровня.
- Ян (англ. Yang) — мальчик-кролик светло-синего цвета, он является братом-близнецом Ини. Его интересуют видеоигры, велосипеды и подобные мальчишеские развлечения. Он очень наивен и плохо разбирается в математике. Как и его сестра, он занимается спасением мира. Ян изучает физическую сторону Вуу-Фуу, и умеет использовать такие «приёмы», как фуу-Надо, Кулаки Огня, Лапы Боли и Мощный Удар. Он имеет способность прыгать на большие расстояния и парить (реже). Ян обладает большой силой и перед ударом всегда кричит: «Чии! Хуу! Хаа!»; он гораздо умнее и чувствительнее, чем кажется — он любит свою сестру (взаимно) и имеет симпатию к её лучшей подруге — Лине; также в детстве он написал и нарисовал книгу о выдуманном им мире. Ян (равно как и Инь) — Рыцарь Вуу-Фуу первого уровня.
- Йо (англ. Yo) — старый ворчливый панда, чей возраст неизвестен (предположительно — несколько сотен лет). Он очень мудр и является мастером искусства Вуу-Фуу. Несмотря на то, что Йо является наставником Инь и Яна в их стремлении спасти мир, это было не его выбором — двое духов умерших Вуу-Фуу воинов сказали ему, что зло скоро вернётся, и ему нужно найти себе учеников. Очень давно Йо удалось победить самое страшное зло — Мастера Тьмы. Мастер Йо ленив, любит поспать и поесть. По сюжету мультфильма, Йо является последней пандой в мире.

### Союзники
- Лина (англ. Lina) — девочка-собака цвета морской волны (аквамариновый). Является лучшей подругой Инь и вечной возлюбленной Яна (вероятно, она также испытывает симпатию к Яну). Она — умная, красивая, но немного вспыльчивая девочка-фермерша. Она была впервые представлена в эпизоде («Битломаниа» — буквально — «жукоманиа», в английском варианте созвучно с термином, означающим пристрастие к творчеству группы «Битлз»), в котором Ян соврал, что является обученным Вуу-Фуу воином, чтобы произвести на неё впечатление, но после нападения гигантского металлического жука, Инь заставляет его рассказать правду. В эпизоде «Инь Яна» Лина выказывает некоторую симпатию к Яну. Во втором сезоне сериала она признаётся, что он ей нравится, и они становятся парой.
- Роджер Младший (англ. Roger Jr или Roger Junior) — сын Роджера Скелавога Старшего, который некоторое время был врагом Инь и Яна. Несмотря на то, что вначале он издевался над Инь и Яном, позднее Ян стал его лучшим другом. Он очень силён, и в эпизоде «ВууФууГедон» с одного удара снёс сразу несколько солдат Мастера Тьмы.
- Дэйв (англ. Dave) — волшебный говорящий пень, который часто оказывается меж двух огней и получает раны как от врагов, так и от друзей. В свободное время может без перерыва говорить о школе.

### Злодеи (прямые враги)
- Мастер Тьмы или Мастер Ночи (англ. Night Master) — опасный и ужасный враг, почти уничтоживший Вуу-Фуу много лет назад, уничтожив всех рыцарей Вуу-Фуу, кроме Мастера Йо, которому удалось превратить его армию в камень, а его самого отправить в небытие на несколько сотен лет, пока Мастер Тьмы обманом не заставил Инь и Яна использовать Вуу-Фуу, чтобы освободить его. Он является главным злодеем в мультфильме. В конце 1 сезона был уничтничтожен Купом.
- Карл, Злобный Таракан, Маг (англ. Carl the Evil Cockroach Wizard) — это имя, которое он постоянно использует для самопредставления, говорит само за себя. Он коварен, хитёр и постоянно пытается победить Инь, Яна и Йо с помощью своих замысловатых планов, но у него никогда ничего не получается.
- Брат Герман (англ. Brother Herman) — старший темносердечный брат Карла. Эгоистичный, злой муравей с садистскими наклонностями. Несмотря на свой небольшой размер, он очень силён и коварен. Враждует со своим братом, но в случае необходимости заключает с ним перемирие, пока причина их объединения себя не исчерпает. Также он имеет жуткую аллергию на шерсть мастера Йо.
- Крегглер (англ. Kraggler) — горгулья, возраст которой около «базилиона» лет, что побуждает его на постоянные попытки украсть возраст у Инь и Яна. Давно Крегглер был одним из главных врагов Мастера ЙО, но был побеждён им, и с тех пор может использовать свои способности, чтобы лишь на время возвращать себе юность, крадя её у других.
- Саранойя (англ. Saranoia, явный каламбур со словом паранойя) — с «прикидом» и волшебной палочкой на любой случай она является очень серьёзным магом и мастерски владеет маскировкой. Полная сексистка, пытающаяся избавить Инь от Яна и от изучения Вуу-Фуу. У неё было плохое детство, и она думает, что все мужчины ленивы, также как и её брат Марк, за которого она часто по ошибке принимает Яна. Несмотря на то, что Саранойа на стороне Инь, последней не нравится то, что Саранойя постоянно пытается уничтожить Яна, и поэтому Инь и Саранойа являются врагами друг для друга. По сути, Саранойя — психопатка.
- Джи Пи — Сезон 1, Фред — Сезон 2 (англ. G.P. — Season 1, Fred — Season 2) — маленький помощник Саранойи, постоянно говорящий комментарии по поводу её здравого рассудка. Она часто превращает его в различных существ, когда затевает очередную атаку на Яна, при подготовке которой им придётся маскироваться. Джи Пи также часто поправляет её, когда она по ошибке называет Яна Марком.
- Фастидиос (англ. Fastidious) — хомяк. В английском языке слово, являющееся его именем, означает: «внимательный к деталям, помешанный на чистоте» — это полностью объясняет характер Фастидиоса.
- Зарнот (англ. Zarnot) — робот, раньше бывший любимой игрушкой Яна. Став старше, Ян его бросил и Зарнот несколько раз пытался отомстить.
- Ультилось или СуперЛось (от англ. Ultimoose — ultimate moose) — лакей Мастера Тьмы, лось с большими рогами, физически крепок и силён «как гвоздь», но при этом туп, необразован и зол. Перед боем всё кричит «Хуу! Хаа! Хоо!» Иногда из его рогов вырывается пламя в виде надписи «Суперлось»
- Чанг Поу Киттис (англ. Chung Pow Kitties) — рок-группа, состоящая из трёх девочек-кошек, фанатом которых был Ян, пока он не попытался с ними подружится и они не украли всё оружие Вуу-Фуу из коллекции Мастера Йо.
- Йак (от англ. Yuck — восклицание, используемое при виде чего-то отвратительного) — появился из плохих чувств и эмоций Инь и Яна, после чего они на некоторое время стали гораздо милее друг с другом и окружающими, но им пришлось преодолеть этот эффект, чтобы победить Йака, пытавшегося уничтожить Мастера Йо. Позднее был реинкарнирован Мастером Тьмы, чтобы уменьшить его, и тайно поместить внутрь Мастера Йо, чтобы у Йака был шанс украсть для Мастера Тьмы Ёршик Просвещения; Йак проваливает миссию, и сжимается до таких размеров, что просто исчезает.

### Нейтральные персонажи
- Эдна (англ. Edna) — мать Карла и Германа, что совсем не имеет смысла, так как Карл — таракан, Герман — муравей, а она — дракониха. Она очень вспыльчива, но не участвует в злых делах Карла и Германа и даже пыталась завести роман с Мастером Йо. В большинстве серий смотрит «мыльную оперу» — «Рыцарь моего времени»
- Фея лжи (англ. The Lie Fairy) — наподобие зубной феи, но, как выразился Ян, «совершенно тупая». Появляется всегда, когда кто-нибудь лжёт, и пытается преподать лгуну урок.
- Куп (с англ. — «куриный насест») — цыплёнок-зубрилка, симпатизирующий Инь, несмотря на то, что он, будучи слишком настойчивым ей не нравится. Отверженный, он встаёт на сторону Мастера Тьмы и пытается уничтожить Яна и Инь, но после извинений последней помогает им победить Мастера Тьмы. Во втором сезоне возвращается, впитав в себя силу Тёмного Мастера, и устраивает в городе хаос, чтобы понравиться Инь. После поражения отправляется по свету в надежде найти способ контролировать зло внутри себя. По возвращении они с Инь становятся парой

## Список серий
Названия приведены в соответствии с русским дубляжем из эфира каналов Jetix и СТС, в скобках указано оригинальное название.

### Сезон 1
1. Школа дзюдо — ну нет (Dojo — Oh No!) / Знакомство с Хершелом (Finding Hershel)
2. 600 роковых каналов (600 Channels of Doom) / Старый, но добрый (An Oldie But a Goodie)
3. Инь Ян Як (Yin Yang Yuck) / Жукомания (Beetlemania)
4. Входи, муравей (Enter the Ant) / Сладкое зловоние любви (The Sweet Stench of Love)
5. Грипп Вуу-Фуу (Woo Foo Flu) / Игра воображения (The Imagination Situation)
6. Слишком много ЯнФормации (Too Much Yangformation) / Аура или нет (Aura or Not)
7. ИньТересная любовь (Falling Yin Love) / Золотой Пондскюм (On Golden Pondscüm)
8. Старая школа (Old School) / История игрушки (A Toy’s Story)
9. Несчастье двурогих пони (The Trouble with Two-ni-corns) / Наденьте шарф! (Scarf It Up!)
10. Возвращение Мастера Тьмы (The Return of the Night Master)
11. Мой тупой меч (My Stupid Sword) / Чистоплотный хомячок (Neat Freak)
12. Пираты в юбках (The High She as) / Браки заключаются не на небесах (A Match Not Made in Heaven)
13. Нестрашные страшилки (Scary Scary Quite Contrary) / Печенье для неудачников (How the Cookies Crumble)
14. Примерный Ян (The Yin of Yang) / Опасный кредит (Shopping Sprawl)
15. Страна грёз (Wubble in Paradise) / Диктатор года (Dictator of the Year)
16. Мастер Дейв (Master Dave) / Секретная миссия (Destination Danger)
17. Плохая няня Джэмма (Bad Nanny Jamma) / За и против (Pros and Cons)
18. Скоро конкурс (The Gig is Up) / Историю надо знать (Doomed to Repeat It)
19. День семьи (Family Day) / Колдовские чары (The Hex of the Ex)
20. Мужское братство (Out on a Pledge) / Одни дома (Dojo Alone)
21. Навязчивый Урок (Attack of the Lesson) / Дьявольский случай (A Case of the Evils)
22. Атака видиотов (Attack of the Vidiots) / Встать, суд идёт (Fit to be Tried)
23. Путешествие к центру Йо (Voyage to the Center of the Yo) / Сиделки (Sitting Shaggler)
24. Свет и тень (Shadows and Light) / Правда глаза колет (The Truth Hurts)
25. Что скрывает зло? (Who Knows What Evil Lurks?)
26. Затмение (Night Fall)

### Сезон 2
1. Перемещение клюва (The Pecking Order) / Семейный приём (Party Favors)
2. Смок и Миррорс (Smoke and Mirrors) / Обман Инь (Yin-credible)
3. Сезонные битвы (Season’s Beatings) / Раскол в команде (Splitting Hares)
4. Утечка мозгов (Brain Drain) / Большая расплата (The Big Payback)
5. Несовершенные фуупликаты (Imperfect Fooplicates) / Сложные отношения (Messy Relationships)
6. Тяжёлый случай буродства (A Bad Case of the Buglies) / Проблемы с контролем (Control Issues)
7. Проблемы с международным обменом (Foreign Exchange Problem) / Переворот (Turn about)
8. Человекотавр (The Manotaur) / Лига зла (League of Evil)
9. Ян представляет вам… (This Yang Isn’t Brought to You By…) / Застряли (Stuck)
10. ДеЖаФуу (Deja Foo)
11. В погоне за птицей (Gone-A-Fowl)
12. Основной ИньСтинкт (Basic Yin-stinct) / Фубертатный период (Fighting Fooberty)
13. Чудо дети, вперёд! (Wonder Tweens Go!) / Нежные чувства (Touchy Feelings)
14. О, брат мой, вот и ты (O’Brother There Art Thou) / Роджер… Выйди из строя (Roger… Over and Out)
15. Инь, Ян, Карл (Yin, Yang, Carl) / Сморки (Smorks)
16. Беспокойный зуб (An Inconvenient Tooth) / Трагедия (Situation Tragedy)
17. Лагерь «Волшебные штаны» (Camp Magic Pants) / Плохая работа (Worked Stiff)
18. Вопрос защиты (Skirting the Issue) / Луна в окне моей Инь (Moon Over My Yinnie)
19. Ради любви моллюска (For the Love of Clam Boy) / Девушка Зарнота (Zarnot’s Girlfriend)
20. Борьба Клоун-Фу (Clown-Fu Fighting) / Кошачья чехарда (Cat Smash Fever)
21. Миссия ИньВозможна (Mission Yinpossible) / Исчезнувший (Disapp-Eared)
22. Прочь с моей спины (Get Off My Back) / Роковая вечеринка в пижамах (Slumber Party of Doooom)
23. Старый дурень (Old Softie) / Танцы до уничтожения (Dance Dance Devastation)
24. Честный Як (Upstanding Yuck) / Прогулка в лесу (A Walk in the Woods)
25. Добро пожаловать в Чёрное завтра (Welcome to the Dark Tomorrow)
26. Сегодня ты стал Медведем (Today You Are a Bear) / Сердитые питомцы (Pets Peeved)
27. Колбасный ужас (The Howl of the Weenie)
28. Больше сыру, анчоусов и драк! (Extra Cheese, Anchovies and Doom!) / Вернуть уверенность (The Confidence Game)
29. Супер робот (Roboticus Maximus) / Размер имеет значение (Size Matters)
30. Неподвижные картины (Unmoving Pictures) / Половинки Луны (The Recline and Fall of Civilization)
31. Игры ума (Mind Games) / Карл варвар (The Carl of the Wild)
32. Большая стирка (Clothes Encounters) / Король обмана (Commander-in-Cheat)
33. Тайная жизнь Поссум-панды (The Secret Life of Possum Panda) / Кукольные страсти (Dummy Up)
34. Полный финиш (Game Over) / В артеле с врагом (Creeping with the Enemy)
35. Большие гонки (The Yindianapolis 500) / Проблема личности (Personality Problem)
36. На далёкой Земле (Yin Yang You!)
37. Тусовочные войска (Party Troopers) / Куриная тень (Shadowcluck)
38. Домашние дела (Division Quest)
39. Последний бой (Yin Yang Who?)